# Rotation culturale

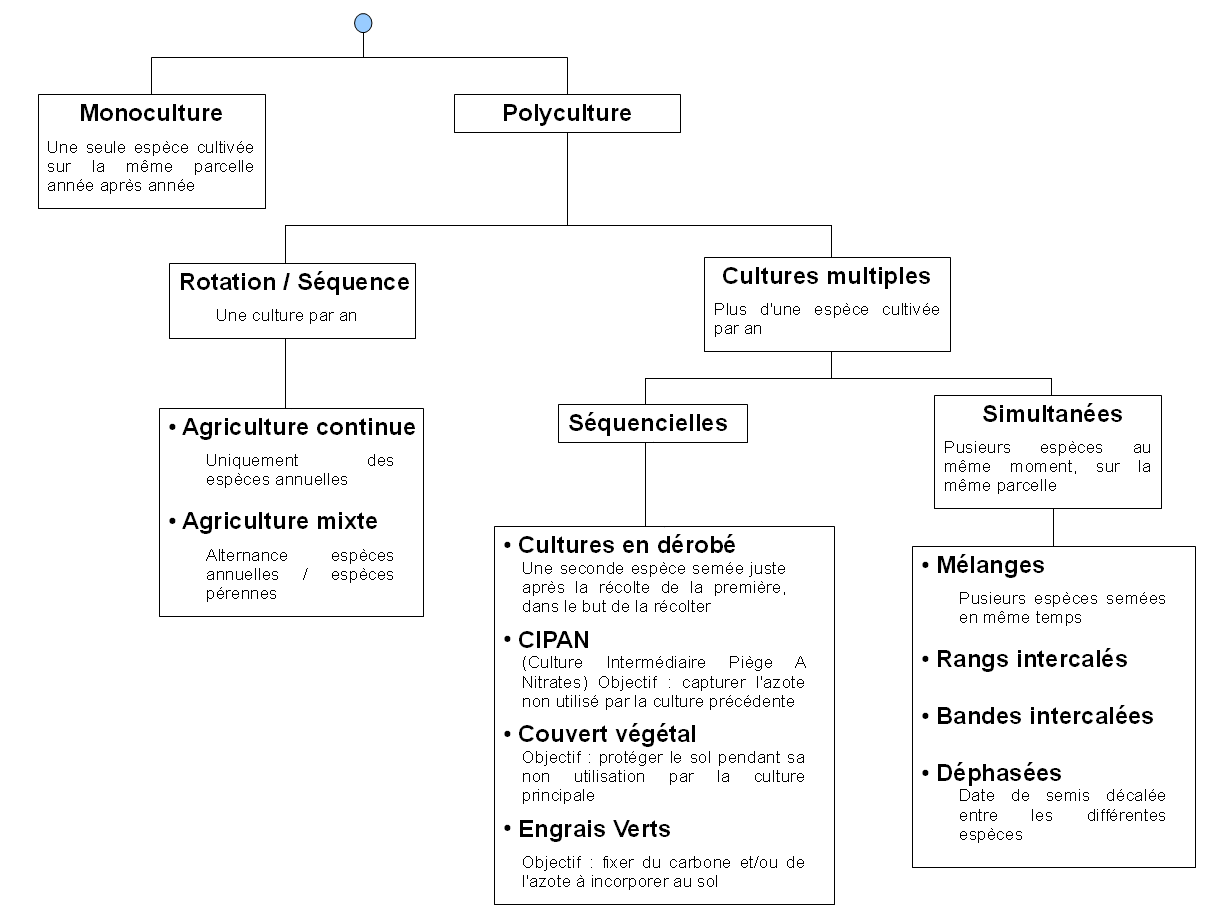
Classification des séquences culturales.

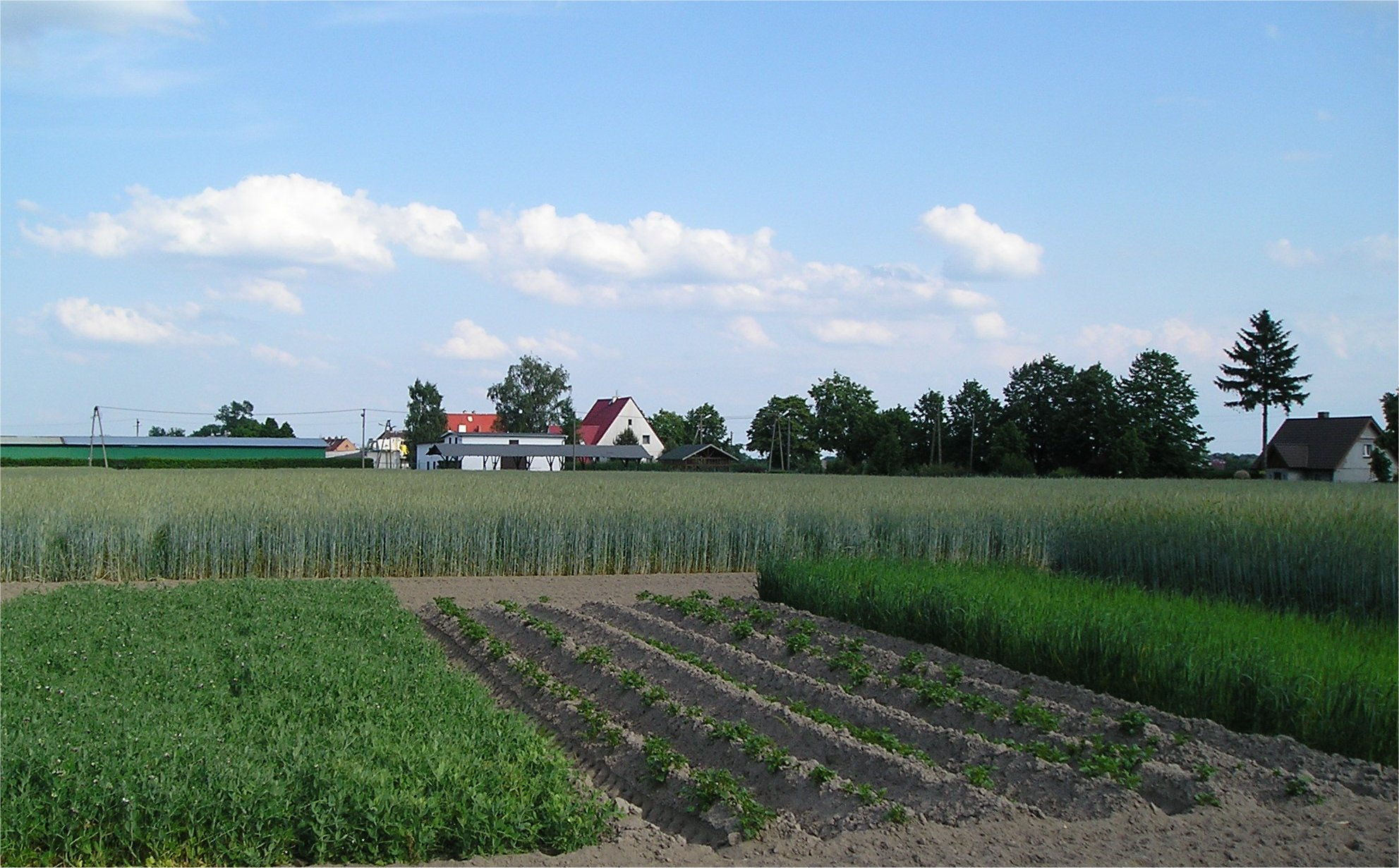
Effets de rotation culturale et monoculture à la ferme experimentale de Swojec (Université des sciences environnementales et vivantes de Wrocław). Dans le champ au premier plan, la rotation de Norfolk (pomme de terre/avoine/pois/seigle) est appliquée ; en arrière plan du seigle a été semé pendant 58 années consécutives.

La rotation culturale (ou rotation des cultures) est, en agriculture, la suite de cultures échelonnées au fil des années sur une même parcelle. C'est un élément important de la gestion de la fertilité des sols et des bioagresseurs, et donc un atout pour l'augmentation des rendements.
On parle de rotation culturale lorsque la même succession de cultures se reproduit dans le temps en cycles réguliers. On peut ainsi avoir des rotations biennales, triennales, quadriennales… On parle de succession culturale lorsqu'il n'existe pas de cycles réguliers.

## Aspects historiques
Diverses rotations ont été utilisées au cours du temps et en différents lieux. Du Moyen Âge à la révolution agricole du XIXe siècle, deux grands types de rotations se rencontrent en Europe. Dans la moitié nord de l'Europe, des rotations de trois ans (assolement triennal), faisant se succéder une culture d'hiver (céréale ou légumineuse), une culture de printemps (céréale ou légumineuse) et une année de jachère. Dans la moitié sud de l'Europe, des rotations de deux ans (assolement biennal), faisaient suivre culture de printemps (céréale ou légumineuse) et jachère. En France, la zone de rotation de deux ans correspondait approximativement au midi de la France.
Dans ce système, l’intérêt de la période de jachère est de pouvoir lutter contre les adventices par de fréquents travaux du sol, de permettre l'enfouissement du fumier et de laisser libre des espaces de vaine pâture.

## Histoire du concept de rotation
« Le concept de rotation n’apparaît que dans la seconde moitié du XVIIIe siècle, sous divers noms : assolement et système de culture (Duhamel du Monceau, 1762), rotation (Wight 1778 en Grande Bretagne ; Bibliothèque britannique 1796 en français), ordre de culture, cours de culture, etc. Mais la pratique de ce que nous appelons rotation est très ancienne. (...) Un récent article de synthèse (Abbo et al., 2010) conclut à la probable domestication de la plupart des cultures du Moyen-Orient ancien dans la même zone, au sud-est de la Turquie actuelle, et à la même époque. Après les arguments basés sur les données génétiques, paléobotaniques et archéologiques, les auteurs notent que les calendriers de maturité différents entre céréales (engrain, amidonnier, orge) et légumineuses (pois, lentille, pois chiche, ers) permettaient de disperser les risques pour assurer un minimum de production dans cette région au climat sec et fluctuant. J’ajouterai ceci : peut-on imaginer qu’une espèce comme le pois fasse l’objet d’une monoculture - même avec des périodes de « repos » ? » (Morlon, 2013).

## Avantages
La rotation a plusieurs avantages :
- Elle contribue à rompre le cycle vital des organismes nuisibles aux cultures, notamment des arthropodes et des champignons qui sont souvent très spécifiques.
- Certaines plantes ont même un effet répressif direct sur les ravageurs, c'est le cas du radis chinois sur les nématodes, de la moutarde sur le piétin-échaudage et du sarrasin sur certaines adventices (effet d’allélopathie).
- La succession de plantes de familles différentes (par exemple alternance de graminées et de crucifères, type blé et colza) et de périodes de croissance différentes (culture de printemps et culture d'hiver) permet de rompre le cycle de certaines adventices.
- L'alternance des molécules désherbantes réduit les risques des résistances et rend plus facile la gestion à long terme des adventices.
- Grâce aux systèmes racinaires différents, le profil du sol est mieux exploré, ce qui se traduit par une amélioration des caractéristiques physiques du sol et notamment de sa structure (en limitant le compactage et la dégradation des sols). Elles permettent de réduire voire d'abandonner le travail du sol. L'alimentation hydrique et la capacité d'exploration du sol des cultures sont ainsi améliorés.
- L'emploi de légumineuses permet l'ajout d'azote symbiotique dans le sol. D'une façon générale, la composition des différents résidus de cultures participe à la qualité de la matière organique du sol à travers le rapport C/N .

La rotation culturale a donc un effet important et positif sur l'activité biologique du sol et la nutrition des plantes.
Un autre avantage de la rotation peut être une meilleure répartition de la charge de travail lors de l'introduction de prairies ou de jachère dans la rotation.
Aussi, la nouvelle Politique agricole commune favorise la diversification des cultures[réf. nécessaire].

## Inconvénients
- Les cultures secondaires sont souvent moins rémunératrices et il est parfois difficile de trouver des acheteurs pour elles.
- Elles demandent une plus grande connaissance technique.

## Une pratique agronomique modernisée
La rotation agricole était auparavant très pratiquée dans le cadre des systèmes de polyculture-élevage, l'introduction massive des légumineuses (trèfles et luzernes) au début du XIXe siècle a notamment permis un accroissement très important des rendements agricoles en Europe. L'arrivée sur le marché des engrais à bas prix et des produits phytosanitaires de synthèse favorise la monoculture (la même espèce est cultivée année après année, par exemple, le blé), plus rentable et plus facile.
Toutes les pratiques modernes d'agriculture durable réintroduisent cette pratique agronomique de base, mais de nouvelles pratiques comme les mélanges d'espèces et le semis sous couvert permettent d'élargir les possibilités offertes par les rotations.
Le principal frein est psychologique et technique, le retour des rotations, avec notamment l'introduction de nouvelles plantes de couvert (comme le radis chinois ou la moutarde) et les productions secondaires (plantes aromatiques, lin, chanvre textile, sarrasin, fèverole) change complètement les habitudes d'une bonne partie du monde agricole. Tous les agriculteurs n'ont pas les connaissances et l'envie de bouleverser leurs habitudes et les approches de leur système de production.

## Principes de base de la rotation des cultures
Le choix des cultures se fait en fonction des besoins et des objectifs de l'agriculteur, mais aussi en tenant compte des pratiques culturales, telles que travail du sol et contrôle des mauvaises herbes par sarclage ou herbicides.
Il est possible de faire alterner des familles différentes, telles que céréales, légumineuses, oléagineux… On peut également alterner des espèces semées à l'automne et d'autres au printemps.
Le choix est souvent fait en fonction des risques de transmission des maladies et de la pression des insectes ravageurs. Ainsi, il est déconseillé de faire suivre du maïs par du blé en raison des risques de fusariose. Le soja ne doit pas être cultivé deux années de suite pour éviter les maladies. Il est préférable d'être attentif également aux groupes d'herbicides utilisés pour chaque culture successive, afin d'éviter la sur-utilisation de certaines familles chimiques, et donc la sélection de mauvaises herbes résistantes.
Le choix peut aussi tenir compte de l'effet du précédent cultural comme source d'azote symbiotique, comme c'est le cas avec les légumineuses. Par exemple, le soja est souvent un bon précédent pour le blé. La culture du colza avant le blé augmenterait les rendements de ce dernier d'environ 10 q/ha.
Le bilan humique peut également être utilisé afin d'établir les différences entre pertes de carbone par minéralisation de la matière organique et apports par le fumier ou les résidus culturaux.
Enfin, la rotation culturale peut supposer un certain équilibre des surfaces (les soles) consacrées à chacune des cultures, ainsi qu'une stabilité au cours des années de la part consacrée à chaque spéculation, ce que les marchés ne permettent pas toujours, certaines cultures pouvant connaître des phases de développement ou au contraire de régression.
Des leviers financiers incitatifs existent dans certains pays (tel que le Québec) favorisant la diversification des cultures, comme l'application du concept de l'écoconditionnalité.
C'est une méthode qui a pour but d’éviter que deux cultures identiques sur un même parcelle ou à intervalle trop court, ce qui évite un trop fort développement de maladie et de parasite

## Concept «2-2»
C'est un concept mis en avant par l'agriculture de conservation, l'exemple type est:
- pois-colza-blé-blé

Le pois et le colza permettent de gérer les graminées adventices (Vulpin, Ivraie), fréquentes en rotations céréalières, et les blés permettent de gérer les adventices dicotylédones (oseille…).
En poussant plus loin le concept, on arrive à
- pois de printemps-colza-blé-maïs

On conserve les avantages de la rotation précédente tout en gérant en plus le salissement au printemps dans le maïs et le pois. Le précédent pois avant le colza est positif pour le colza, l'apport d'azote organique et les faibles résidus permettent un semis direct dans de bonnes conditions et un bon développement avant l'hiver. L'interculture longue entre le blé et le maïs permet d'installer un couvert de légumineuses, ce qui autorise ensuite une réduction très importante voire une suppression de l'apport d'azote sur le maïs. Un radis chinois en mélange (par exemple sur les futures lignes de semis) permet aussi de fissurer le sol en profondeur, ce qui facilitera l'implantation de l'appareil racinaire du maïs. Le rendement est alors proche de 90 % du rendement de témoin (130 q/ha contre 140 q/ha, parcelle à très haut potentiel), compte tenu du prix élevé de l'azote c'est un choix économique pertinent.

## Concept «3 espèces en deux ans»
C'est un concept beaucoup utilisé dans la polyculture/élevage en Bretagne: sur deux ans on met trois différentes cultures, l'exemple type est:
- Colza-Blé-moutarde-Maïs

où on ne récolte pas la moutarde, mais où celle-ci sert de couvert végétal.
Ou bien
- Maïs-Blé d'hiver-Ray-grass italien

où on a possibilité de récolter le ray-grass avant le semis du maïs, l'inconvénient étant que l'herbe repousse parfois même après le travail du sol, et l'avantage étant que l'herbe se décompose et libère de l'azote durant la période juillet/août. Cependant, cette rotation nécessite quasi systématiquement un labour pour la destruction du ray-grass, elle est également grande consommatrice d'azote, d'eau et d'intrants.
On peut encore pousser le système à 2 cultures par an:
- Maïs-blé-sarrasin ou tournesol précoce-couvert végétal

dans cette rotation, le sarrasin ou le tournesol est semé en direct après la récolte du blé, il est donc récolté au mois d'octobre-novembre, on peut donc envisager d'installer un couvert végétal de graminée (avoine, seigle,...) avant le maïs. le fait d'introduire une dicotylédone telle que le sarrasin dans cette rotation permet de faciliter le désherbage des graminées, plus facilement présentes en non-labour.

## Exemples de rotation
- Pommes de terre → Radis → Salade/blé/maïs/betterave
- Rotation de Norfolk, développée pendant la révolution agricole anglaise du XVII-XVIIIe siècle : Blé/navet fourrager/orge/trèfle. Cette rotation a l'avantage de supprimer la jachère, de permettre le développement de l'élevage (navet, trèfle), d'améliorer le contrôle des adventices (sarclage entre les rangs du navet) et la reconstitution des ressources en azote (trèfle) en fin de cycle.
- Rotation d'élevage intensif de ruminants et plus particulièrement de vaches laitières ray-grass d'Italie (12 à 24 mois)/Maïs ensilage/Blé. On peut envisager de supprimer le blé de la rotation. Cette rotation est très développée dans les régions d'élevage, mais elle a de graves inconvénients, notamment la faible production de protéines et surtout l'absence de légumineuses qui implique une forte utilisation d'engrais azotés ou d'effluents pour maintenir les rendements.